# Lijst van spelers van Alkmaar '54
Dit is een lijst van voetballers die minimaal één officiële wedstrijd hebben gespeeld in het eerste elftal van de Nederlandse voormalig betaaldvoetbalclub en voormalig NBVB-club Alkmaar '54.

## A
- Paul Amara

## B
- Piet-Hein Bakker
- Piet Beets
- Cees van Bergen
- Cor Blaauw
- Eddy Blok
- Cees de Boer
- Clemens Bond
- Herbert Bönnen
- Piet Buis
- Bonnie Bult

## D
- Jo Dingena
- Jan van Drecht
- Jan Dronkers
- Peter Duinmayer

## E
- Loek den Edel
- Johan Engelsma
- Fritz Ewert

## F
- Jur Feiken
- John Fernhout

## H
- János Hanek
- Cor Heijmans
- Bertus van Hilten
- Jaap Houtkoper
- Barry Hughes

## J
- Joop de Jong

## K
- Piet Kaas
- Ben Kabel
- Willie Kastanje
- Nico Kesselaar
- Henk Koelemij
- Jan Kooge
- Arie Koopman
- Jelle Koswee
- Henk Kramer
- Dirk Kuijper

## L
- Chris Lefering
- Andries van Loggem
- Tibor Lőrincz
- Jan Los

## M
- Erich Meier

## O
- Sijf Oldenburg
- Bas Ooteman

## P
- Mario Pallaoro
- Henk Peggeman
- Jan Peereboom
- Hein Pitters

## R
- Jaap Ramakers
- Jan Rijnders
- Bob van Rijssel

## S
- Johnny Schaap
- Henk Schouten
- Jan Schröder
- Piet Schuijt
- Sepp Seemann
- Gerhard Siedl
- Henk van der Sluis
- Jan Smidt
- Evert Smit
- Klaas Smit
- Thoom Smit
- Gerard Snabilie
- Jan Spaans
- Siem Stelling
- Jaap Strooker
- Kasper Stuive

## T
- Henk Tijm
- Siem Tijm

## V
- Gerard van der Veen
- Jan Visser
- Wim Visser
- Barend van Vliet
- Frans de Vleeschouwer
- Martin Vogelzang
- Gerard Vredenburg
- Ab Vreeker
- Sietze de Vries

## W
- Evert Jan van der Waal
- Nico Wagemaker
- Ton van der Wal
- Arie Wittebrood

## Z
- Hennie van der Zon
- Jaap Zwaan